# Ghyvelde
Ghyvelde (en neerlandés Gijvelde), es una comuna nueva francesa situada en el departamento de Norte, de la región de Alta Francia.

## Historia
Fue creada el 1 de enero de 2016, en aplicación de una resolución del prefecto de Norte de 30 de noviembre de 2015 con la unión de las comunas de Ghyvelde y Les Moëres, pasando a estar el ayuntamiento en la antigua comuna de Ghyvelde.

## Demografía
| Gráfica de evolución demográfica de Ghyvelde entre 1800 y 2014 |
|                                                                |

Los datos entre 1800 y 2014 son el resultado de sumar los parciales de las dos comunas que forman la nueva comuna de Ghyvelde, cuyos datos se han cogido de 1800 a 1999, para las comunas de Ghyvelde y Les Moëres de la página francesa EHESS/Cassini. Los demás datos se han cogido de la página del INSEE.

## Composición
| Comuna delegada | Código INSEE | Población (2013) | Superficie (km²) | Densidad (hab./km²) |
| --------------- | ------------ | ---------------- | ---------------- | ------------------- |
| Ghyvelde        | 59260        | 4130             | 35.92            | 115                 |
| Les Moëres      | 59404        | 945              | 19.46            | 49                  |